# Usina Hidrelétrica Engenheiro Souza Dias
A Usina Hidrelétrica de Jupiá (Engenheiro Souza Dias) está situada sobre o Rio Paraná, na intersecção com o rio Sucuriú, no ponto chamado Jupiá, entre as cidades de Três Lagoas (Mato Grosso do Sul) e Castilho (São Paulo).

## Características

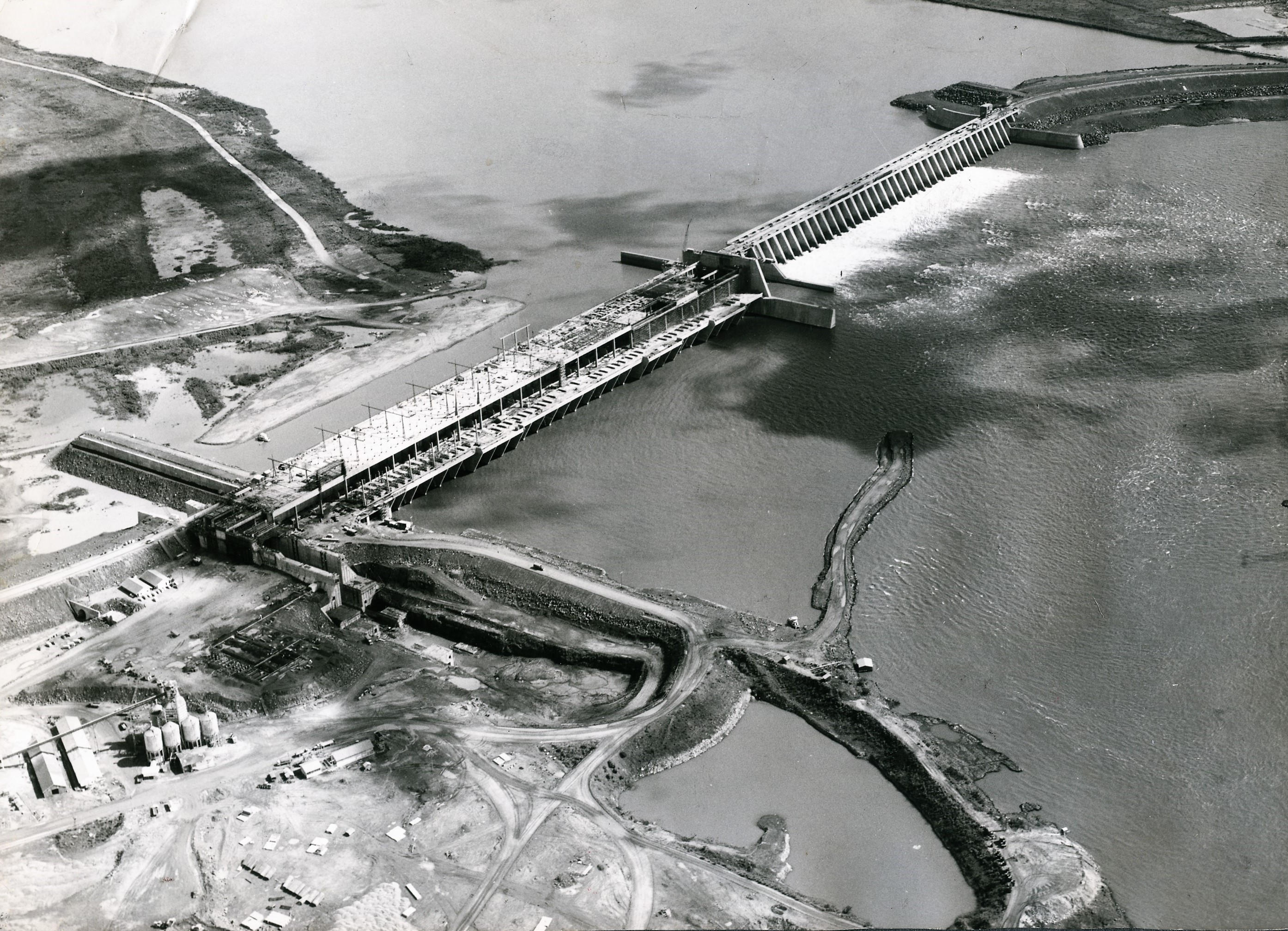
Usina hidroelétrica de Jupiá (1ª etapa do Conjunto Hidrelétrico Uburupungá), em 23 de dezembro de 1970.

A construção da Usina de Jupiá foi iniciada na primeira metade da década de 1960 pelo governador Ademar Pereira de Barros, e finalizada no ano de 1974, utilizando tecnologia inteiramente brasileira. A Usina Hidrelétrica Engenheiro Souza Dias é eficaz em termos da área alagada e da destruição ambiental causada e da eletricidade ali produzida. Entre as três maiores usinas hidrelétricas do Brasil, em termos de eficiência perde somente para a maior, a Usina hidrelétrica de Itaipu, e ultrapassa a Usina hidrelétrica de Ilha Solteira.
A usina possui 14 unidades geradoras (tipo Kaplan), que geram até 1.551,2 MW, a partir de um desnível de 21,3 m. Tem, também, dois grupos turbina-gerador para serviço auxiliar, com potência instalada de 4.750 kW em cada grupo.
Sua barragem tem 5.495 m de comprimento e seu reservatório, que capta água de uma região de 470.000 km²., alaga uma área máxima de 330 km². Opera com o nível constante de 280 metros acima do nível do mar.
É considerada uma usina hidrelétrica a fio d'água.
Quando criou o seu reservatório em 1960 inundou totalmente o salto de Urubupungá e a antiga cidade de Itapura e o salto de Itapura e a usina hidrelétrica Eloy Chaves que fornecia energia para as cidades de Andradina, Castilho, Três Lagoas.
Além disso, a Usina hidrelétrica Engenheiro Souza Dias tem a seu dispôr uma eclusa que permite a navegação do Rio Paraná, além da integração hidroviária com o Rio Tietê.
A Usina Hidrelétrica Engenheiro Souza Dias encontra-se em conformidade com a Norma ISO 9001:2000.
Faz parte do Complexo de Urubupungá.
Em 2015, a CTG Brasil adquiriu duas usinas da Cesp (UHE de Ilha Solteira e UHE de Jupiá), na divisa dos estados de Mato Grosso do Sul e São Paulo, em leilão promovido pela Agência Nacional de Energia Elétrica (Aneel).

## Vila dos Operadores
Com a finalidade de acelerar as obras, surgiu o projeto Vila dos Operadores, como era chamada na época, que alojava os operários responsáveis pelas construções como também suas famílias.
O projeto residencial começou com a criação do Estatuto Formal, seguido de um contrato onde permitiam somente moradores que trabalhassem na CESP, tais como, engenheiros, mecânicos, eletricistas, técnicos e operadores da Usina. Foram construídas 227 casas divididas em 4 blocos. Por volta de 1964/65 deu-se início a algumas construções como: escola, pousada, pomar, supermercado, barbearia, correio, rodoviária, entre outras. A pousada alojava apenas os engenheiros estrangeiros (franceses e italianos).
Após 30 anos, a CESP em acordo com Mário Celso Lopes Empreendimentos, deu início ao projeto de privatização das casas da Vila dos Operadores. Passou-se a chamar Condomínio Jupiá Park e mais tarde, com a privatização das casas, Condomínio Residencial Encontro das Águas que conta com cerca de 133 famílias residentes.